# Терско-Кумский канал
Терско-Кумский канал — оросительный канал, передающий воду из реки Терек в реку Кума.
Канал рассчитан на пропуск через головные сооружения 200 м³/с воды, а среднегодовой расход канала около 2,7 млрд м³ воды, что составляет более 1/3 среднегодового стока Терека, причем 1,2 млрд м³ перебрасывается по Кумо-Манычскому каналу в Чограйское водохранилище. Построен в 1952—1960 годах.

## География
Канал берёт начало у станицы Павлодольской, где река Терек перекрыта плотиной, впадает в реку Куму у Левокумской плотины.

## Структура
Канал самоходный с тремя перепадами — Моздокский на 21 км (высота падения воды 7,9 м), Горько-Балковский на 113 км (31,6 м) и Кумский на 146 км (20,5 м); на 82 км построен аварийный сброс (с расходом 50 м³/сек).

## Терско-Кумская обводнительно-оросительная система
После восстановления советской власти на Северном Кавказе в 1922—1925 годах проводились работы по приведению в рабочее состояние бывшего Эристовского и Куро-Марьинского каналов, а 26 декабря 1926 года по решению совнаркома РСФСР было положено начало строительства водохозяйственных объектов в междуречьи Терека и Кумы и организована Терско-Кумская обводнительно-оросительная система.
ТКООС одна из старейших систем в Российской Федерации и первая инженерная на Северном Кавказе. Расположена она в междуречьи Терека и Кумы, на обширной равнине площадью более 2 млн га засушливых земель. Территория чрезвычайно бедна поверхностными и грунтовыми водами. Вопросы обводнения этих степей возникали давно. В 1852 году населением был вырыт Эристовский, ныне Ленинский канал, а в 1867 году построен Куро-Марьинский канал. В результате осуществления в 1926—1939 годах мероприятий по обводнению и орошению засушливых Терско-Кумских степей возникла сеть Терских магистральных и распределительных каналов, головных сооружений, водохранилищ. В эти годы система, в основном, строилась вручную, землекопами, грабарями, при широком участии местного населения, а также методом народной стройки. Первые экскаваторы заграничного производства и землеройная техника появились лишь в 1931 году и то в единичных экземплярах. В трудные годы становления Советской власти, в довоенный период на системе построены крупные головные сооружения на реке Баксан, водохранилища: Курганенское, Советское, Ростовановское, Курское, Степновское, магистральные каналы: Баксан-Малка, Малка-Кура, левобережные каналы, реконструирован Ленинский и Куро-Марьинский каналы.
В послевоенный период на реке Куме вместо оставшихся хворостяных «забоек» и деревянных плотин были построены Орловская, Стародубская, Покойненская плотины, Прикумский и Покойненский перепады, а в 1965 году сдано в эксплуатацию Отказненское водохранилище. 
5 октября 1967 года образована Терская оросительно-обводнительная система (Терский филиал ФГБУ «Управление «Каббалкмелиоводхоз»).
В 1975 году на ТКООС пришла Кубанская вода, сдана в эксплуатацию Архангельская оросительная система, закончена реконструкция Прикумской системы. Вместо земляных каналов построены закрытые трубчатые распределители, лотковая сеть, каналы в бетонной облицовке. Поливы по коротким затапливаемым бороздам и «диким» напускам уступили место широкому развитию дождевания.
В 1975 году из ТКООС выделились ряд самостоятельных системных управлений эксплуатации: восточный, Моздокский, Баксанский, Прохладненский, ремонтно-строительных ПМК: Солдатской, Александрийской, управлений эксплуатации: межреспубликанских магистральных каналов и Кумских гидроузлов. В настоящее время ТКООС представляет собой крупную систему, обслуживающую пять районов Ставропольского края: Предгорный, Минераловодский, Георгиевский, Советский и Будённовский.